# Distrito 4 (El Alto)
El distrito urbano municipal 4 de El Alto o denominado simplemente también como distrito 4, es uno de los 14 distritos que conforman el municipio de El Alto, el cual se encuentra ubicado en la provincia de Murillo del departamento de La Paz. El distrito es considerado urbano. 
Según el último censo boliviano de 2012, el distrito 4 tiene una población de 107 147 habitantes, lo que le convierte en el tercer distrito más poblado de la ciudad de El Alto después del distrito 3 y 8. Porcentualmente, de todos los habitantes de El Alto, alrededor de un 12,62 %  viven en el distrito 4.
En cuanto a su extensión territorial, el distrito 3 posee una superficie de 18,47 km² y una densidad de población de 5801 habitantes por km², siendo el sexto distrito más densamente poblado después del distrito 1, 3, 5, 2 y 6.
Geográficamente, el distrito 4 limita al norte con el distrito 5, al oeste con el municipio de Laja y el distrito 14 y al este con el distrito 3 y el distrito 6.

## Demografía
| Población Histórica del Distrito 4 de El Alto | Población Histórica del Distrito 4 de El Alto | Población Histórica del Distrito 4 de El Alto |
| Año                                           | Habitantes                                    | Fuente                                        |
| --------------------------------------------- | --------------------------------------------- | --------------------------------------------- |
| 1992                                          | 50 341                                        | Censo boliviano de 1992                       |
| 2001                                          | 91 495                                        | Censo boliviano de 2001                       |
| 2012                                          | 107 147                                       | Censo boliviano de 2012                       |
| 2020                                          | 119 136                                       | Estimaciones del INE                          |